# Rue Alfred-Stevens (Paris)
Pour les articles homonymes, voir Rue Alfred-Stevens.
La rue Alfred-Stevens est une voie du 9e arrondissement de Paris, en France.

## Situation et accès
La rue Alfred-Stevens est une voie publique située dans le 9e arrondissement de Paris. Elle débute au 65, rue des Martyrs et se termine en impasse au niveau du passage Alfred-Stevens et d'une fontaine, la fontaine Alfred-Stevens, aujourd'hui désaffectée, qui ferme la rue.
|                                                                             |  |  |
| À gauche une vue générale de la fontaine et à droite le détail du mascaron. |  |  |

## Origine du nom
Elle tire son nom du peintre belge Alfred Stevens (1823-1906), qui fut propriétaire du terrain sur lequel elle est tracée.

## Bâtiments remarquables, et lieux de mémoire
- No 2 : l'ami de Monet et collectionneur des impressionnistes, Georges de Bellio y a habité à partir de 1881.

- No 7 : adresse parisienne du peintre italien Antonio Barzaghi-Cattaneo (1834-1922) lors de son séjour en 1887[1]. En 1896, le peintre de l'École de Barbizon, Eugène Berthelon (1829-1916), installe son atelier à cette adresse[2].

### Dans la littérature
C'est au 6 de la rue Alfred-Stevens que l'écrivain allemand Hanns Heinz Ewers situe le lieu — un « modeste hôtel » — où se déroule la trame d'une de ses nouvelles parmi les plus connues, L'Araignée, publiée en 1908.